# National Airlines (Chile)
National Airlines fue una aerolínea chilena que prestaba servicios de transporte de carga y pasajeros. Pertenecía a la sociedad formada por las familias Uauy y Musiet, y su sede se ubicaba en Santiago de Chile.

## Historia
National Airlines fue fundada por un grupo de inversionistas liderados por Miguel Nasur. Inició sus operaciones el 27 de diciembre de 1992, para lo cual adquirió la aerolínea Southwest Pacific, propiedad de un empresario de Antofagasta, Edmundo Ziede, empresa con vuelos desde Santiago hacia Arica, Iquique, Antofagasta, además la visión de los fundadores que habían adiquirido dos aviones B 737-200 a la empresa inglesa Britannia, permitió un rápido extensión de las operaciones a  Puerto Montt y Punta Arenas. Su eslogan era "National, acortando las distancias". 
El 9 de septiembre de 1995 National realizó su primer vuelo internacional entre Santiago y Mendoza. En agosto del año siguiente inició sus vuelos hacia Balmaceda y Calama, y ese mismo año firma un acuerdo con Aerolíneas Argentinas para el mantenimiento de su flota de Boeing 737. El 15 de agosto de 1997 National Airlines inició sus vuelos hacia Buenos Aires. En septiembre inaugura sus rutas hacia Estados Unidos, luego de que el año anterior LAN Chile le cedió algunas rutas.
A fines de 1997 fue reportado por las revistas Air International, y Aircraft, que National Airlines estaba evaluando aeronaves de fuselaje ancho, siendo el Boeing 767 y el McDonnell Douglas DC-10 las opciones principales, para posible servicios a Europa. Nunca se llegó a materializar.
El 8 de enero de 1998 Avant Airlines adquirió el 100 % de National, con lo que la totalidad de las operaciones de la aerolínea pasaron paulatinamente a manos de Avant.
En 2009, once años después de la venta de National Airlines, Carlos Musiet, exejecutivo de la empresa, inició las operaciones de PAL Airlines, aerolínea que fue fundada años antes pero que recién obtuvo la licencia para realizar vuelos comerciales al final de la década.
National Airlines también operó, en sus rutas internacionales, vuelos a la ciudad de Arequipa en Perú. el cual operó en la década de 1990.

## Destinos
| Países         | Destinos          | Aeropuertos                                                 |
| -------------- | ----------------- | ----------------------------------------------------------- |
| Argentina      | Buenos Aires      | Aeropuerto Internacional Ministro Pistarini                 |
| Argentina      | Mendoza           | Aeropuerto Internacional Gobernador Francisco Gabrielli     |
| Bolivia        | La Paz            | Aeropuerto Internacional El Alto                            |
| Chile          | Antofagasta       | Aeropuerto Andrés Sabella                                   |
| Chile          | Arica             | Aeropuerto Internacional Chacalluta                         |
| Chile          | Balmaceda         | Aeródromo Balmaceda                                         |
| Chile          | Calama            | Aeropuerto El Loa                                           |
| Chile          | Concepción        | Aeropuerto Internacional Carriel Sur                        |
| Chile          | Iquique           | Aeropuerto Internacional Diego Aracena                      |
| Chile          | La Serena         | Aeródromo La Florida                                        |
| Chile          | Santiago de Chile | Aeropuerto Internacional Arturo Merino Benítez              |
| Chile          | Temuco            | Aeródromo Maquehue                                          |
| Chile          | Puerto Montt      | Aeropuerto Internacional El Tepual                          |
| Chile          | Punta Arenas      | Aeropuerto Internacional Presidente Carlos Ibáñez del Campo |
| Ecuador        | Guayaquil         | Aeropuerto Internacional José Joaquín de Olmedo             |
| Estados Unidos | Nueva York        | Aeropuerto Internacional John F. Kennedy                    |
| Paraguay       | Asunción          | Aeropuerto Internacional Silvio Pettirossi                  |
| Perú           | Arequipa          | Aeropuerto Internacional Rodríguez Ballón                   |

## Flota
National Airlines contó a lo largo de su existencia con los siguientes aviones:
| Aeronaves      | Total | Introducido | Retirado | Matrículas                                      |
| -------------- | ----- | ----------- | -------- | ----------------------------------------------- |
| Boeing 727-200 | 2     | 1996        | 1998     | CC-CSW y CC-CSK                                 |
| Boeing 737-200 | 6     | 1992        | 1998     | CC-CSF, CC-CSL, CC-CSD, CC-CSH, CC-CSI y CC-CSP |